# 1844 dans les chemins de fer
Chronologie des chemins de fer
1843 dans les chemins de fer - 1844 dans les chemins de fer - 1845 dans les chemins de fer

## Évènements

### Juillet
- 7 juillet, France : loi d'établissement du chemin de fer de Montpellier à Nîmes.
- 26 juillet, France :
  - loi d'établissement du chemin de fer de Paris à la frontière d'Espagne (entre Tours et Bordeaux);
  - loi d'établissement du chemin de fer de Paris à la Méditerranée par Lyon (entre Paris et Dijon, Chalon et Lyon);
  - loi d'établissement du chemin de fer de Paris sur l'Océan (par Tours et Nantes);
  - loi d'établissement du chemin de fer de Paris sur l'ouest de la France (par Chartres, Laval et Rennes);
  - loi d'établissement du chemin de fer de Paris sur l'Angleterre et la frontière de Belgique (par Calais, Dunkerque et Boulogne);
  - loi d'établissement du chemin de fer d'Orléans à Vierzon et de Vierzon à Bourges;
  - loi d'établissement du chemin de fer de Paris sur le centre de la France vers Châteauroux et Limoges (par Bourges et Clermont).

### Août
- 2 août : loi d'établissement du chemin de fer de Paris sur la frontière d'Allemagne, par Nancy et Strasbourg.
- 5 août : loi d'établissement du chemin de fer de Paris à Sceaux.
- 9 août, Royaume-Uni : la loi de régulation du transport ferroviaire oblige chaque compagnie à assurer sur chacune de leurs lignes au moins un train de voyageurs par jour et par sens desservant tous les arrêts. Le prix maximum applicable par ces compagnies est fixé à un penny par mille (1,6 km) et par voyageur, et les voitures voyageurs doivent obligatoirement contenir des sièges et pouvoir protéger les voyageurs des intempéries.

### Septembre
- 5 septembre, France : Jean-Claude-Républicain Arnoux signe avec le Ministère des travaux publics la convention de concession du chemin de fer de Paris à Sceaux.

### Octobre
- 20 octobre, France : la concession de la ligne de chemin de fer Amiens-Boulogne est adjugée à MM. Charles Laffite, Blount & Cie, pour 98 ans et 11 mois, à leurs frais, risques et périls, au nom de la Compagnie de Chemin de Fer d’Amiens-Boulogne, au capital de 37 500 000 francs.

## Naissances
- 21 mai : Adolf Klose  voit le jour à Bernstadt (Saxe). Ingénieur en chef des chemins de fer du Wurtemberg de 1887 à 1898, il inventa le principe du châssis flexible qui porte son nom en 1884.

## Décès
- x